# 大久保千夏
大久保 千夏（おおくぼ ちなつ、1981年4月4日 - ）は、大分朝日放送 (OAB) の社員で元アナウンサー。

## 来歴
佐賀県武雄市出身、福岡県在住期間あり。早稲田大学卒業。静岡放送アナウンサーの小沼みのりとは、共に早大アナウンス研究会に在籍していたとき以来の友人である。
2004年4月に大分朝日放送に入社し、同期の梅中悠介とともに同局のアナウンサーになる。以来、2016年10月1日付で東京支社業務部へ異動するまで12年半にわたってアナウンサーを務めた。異動前には報道制作局報道部の課長も務めていた。
その後は東京支社業務部の課長を経て、2017年4月から同営業部で編成業務担当課長を務めている。

## 人物
身長は、背伸びをした状態で159cmだと答えている。
趣味・特技はだじゃれ、短距離水泳、騒がしい飲み屋の中でも1回で店員を呼べる、MT車運転、マラソン、旅行。ただし、車の運転については本人いわく「ホントにへたくそ」で、入社後しばらくは毎晩帰宅後に練習していた。
中学・高校の教員免許（教科：英語）、英語検定準1級、漢字検定2級の資格を有する。

## 過去の担当番組
- 情報発見!れじゃぐるTV - 中継担当。入社1年目から出演[6]。
- OABニュース
- プレビューOAB
- Super Jチャンネル おおいた - キャスター。報道部の課長に就任してからは報道デスクも兼務していた[7]。
- おおいた情報大事典
- TOWN SPICE
- 金様の鍵
- 5スタ